# Vincenzo Massoni
Vincenzo Massoni (ur. 22 stycznia 1808 w Rzymie, zm. 3 czerwca 1857 w Rio de Janeiro) – włoski duchowny rzymskokatolicki, arcybiskup, dyplomata papieski.

## Biografia
18 września 1830 otrzymał święcenia prezbiteriatu.
16 czerwca 1856 papież Pius IX mianował go internuncjuszem apostolskim w Brazylii oraz 19 czerwca 1856 arcybiskupem in partibus infidelium edesskim. 6 lipca 1856 w Kaplicy Paulińskiej na Kwirynale przyjął sakrę biskupią z rąk Piusa IX. Współkonsekratorami byli urzędnik Świętej Kongregacji Świętego Oficjum abp Alessandro Macioti oraz zakrystian papieski i biskup in partibus infidelium porphyreoński Giuseppe Palermo OESA.
26 września 1856 został ponadto delegatem apostolskim w Argentynie, Chile, Paragwaju i w Urugwaju.
Wszystkie te urzędy pełnił do śmierci 3 czerwca 1857.